# Üllés, Csongrád
Üllés  este un sat în districtul Mórahalm, județul Csongrád, Ungaria, având o populație de 3.115 locuitori (2011). 

## Demografie
Componența etnică a satului Üllés
     Maghiari (97,87%)
     Necunoscut (0,6%)
     Alții (1,53%)
Componența confesională a satului Üllés
     Romano-catolici (68,41%)
     Fără religie (7,42%)
     Reformați (1,44%)
     Necunoscută (21,86%)
     Alte religii (1,99%)
Conform recensământului din 2011, satul Üllés avea 3.115 locuitori. Din punct de vedere etnic, majoritatea locuitorilor (97,87%) erau maghiari. Apartenența etnică nu este cunoscută în cazul a 0,6% din locuitori.  Din punct de vedere confesional, majoritatea locuitorilor (68,41%) erau romano-catolici, existând și minorități de persoane fără religie (7,42%) și reformați (1,44%). Pentru 21,86% din locuitori nu este cunoscută apartenența confesională.